# Barbro Hiort af Ornäs
Barbro Margareta Eriksdotter Hiort af Ornäs (ur. 28 sierpnia 1921 w Göteborgu, zm. 28 listopada 2015 w Sztokholmie) – szwedzka aktorka filmowa i teatralna. Wraz z Bibi Andersson, Evą Dahlbeck oraz Ingrid Thulin otrzymała nagrodę dla najlepszej aktorki na 11. MFF w Cannes za rolę w filmie U progu życia (1958) Ingmara Bergmana.

## Filmografia
- Kiedy miasto śpi (Medan staden sover, 1950)
- Barabasz (Barabbas, 1953)
- Panna de Scudery (Das Fräulein von Scuderi, 1955)
- U progu życia (Nära livet, 1958)
- O tych paniach (För att inte tala om alla dessa kvinnor, 1964)
- Hańba (Skammen, 1968)
- Namiętności (En passion, 1969)
- Dotyk (Beröringen, 1971)
- Sceny z życia małżeńskiego (Scener ur ett äktenskap, 1973)
- Champagnegalopp (1975)
- Przypadkowy gracz (Den ofrivillige golfaren, 1991)